# Patriarcado (cristianismo)

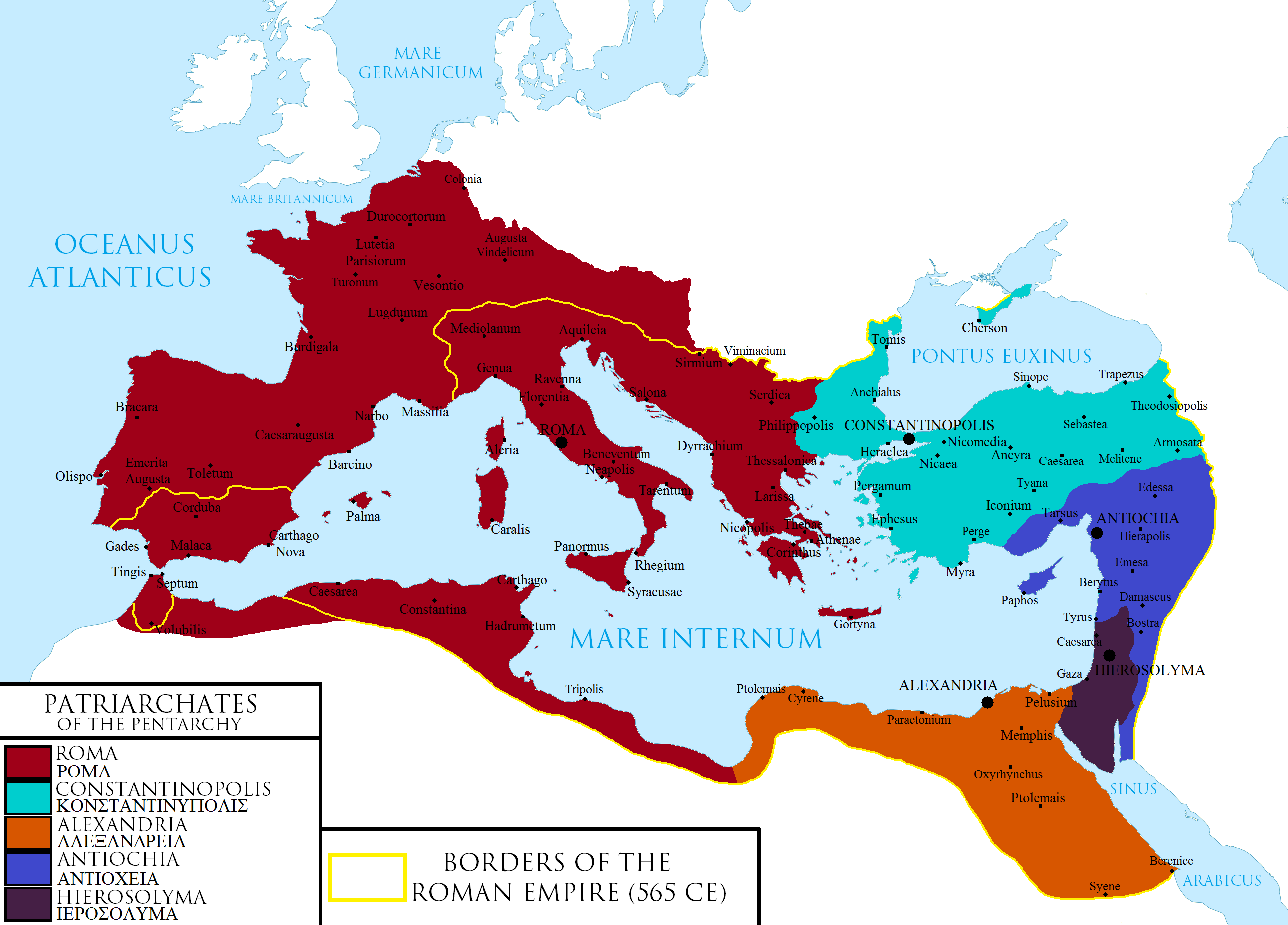
Patriarcados da Pentarquia (565)

Patriarcado (em grego clássico: πατριαρχεῖον; romaniz.: patriarcheîon) é um termo eclesiológico do Cristianismo que designa o ofício e o território sob jurisdição eclesiástica de um patriarca. As Igrejas de Antioquia, Alexandria e Roma foram as primeiras a usufruírem de direitos patriarcais. Segundo a tradição cristã, as três sés foram estabelecidas pelos apóstolos no séc. I.
A Sé de Constantinopla foi estabelecida no séc. IV e a Sé de Jerusalém no séc. V. Eventualmente, juntas, essas cinco sés episcopais foram reconhecidas como a pentarquia pelo Concílio de Éfeso em 431.
No decorrer da história do Cristianismo, alguns outros patriarcados foram gradualmente reconhecidos por qualquer uma dessas antigas sés episcopais. Com o tempo, eventualmente alguns deles caíram devido a ocupações militares após as conquistas islâmicas do Oriente Médio e Norte da África, e se tornaram patriarcados titulares ou honorários sem jurisdição institucional real no local original.

## História
O Concílio de Niceia de 325 estabeleceu que em cada província civil o corpo dos bispos deveria ser encabeçado pelo bispo da capital provincial (o bispo metropolitano), mas reconheceu a autoridade super-metropolitana já exercida pelos bispos de Roma, Alexandria e Antioquia. Além disso, decretou que o bispo de Jerusalém tivesse direito a honra especial, embora não a autoridade sobre outros bispos.
Este concílio, tendo sido realizado em 325, não mencionou Constantinopla, uma cidade que só seria fundada oficialmente cinco anos depois, quando se tornou a capital do Império Romano do Oriente. Mas o Primeiro Concílio de Constantinopla, em 381, decretou, num cânon de validade disputada, que "o bispo de Constantinopla, porém, deve ter a prerrogativa de honra depois do bispo de Roma; pois Constantinopla é a Nova Roma".
Um século depois do Concílio de Calcedônia (451) e do cisma que o sucedeu entre os que o aceitaram e os que não, o cristianismo ortodoxo uniu as duas fontes para desenvolver a teoria da "Pentarquia". Segundo a Enciclopédia Britânica, "formulada na legislação do imperador Justiniano I (r. 527–565), especialmente em sua "Novella" 131, a teoria recebeu sanção eclesiástica formal no Concílio in Trullo (692), que ordenou as cinco sés por importância: Roma, Constantinopla, Alexandria, Antioquia e Jerusalém".
Os bispos destas cinco sés se consideram sucessores dos seguintes apóstolos segundo os citados cânones:
- Roma: São Pedro e São Paulo;
- Constantinopla (moderna Istambul): Santo André;
- Alexandria: São Marcos;[16][17]
- Antioquia: São Pedro;[18]
- Jerusalém: São Pedro e Tiago, o Justo.[19]

### Título de "Patriarca"
Havia bispos com os direitos patriarcais nos primeiros três séculos do cristianismo, embora o título oficial fosse utilizado apenas posteriormente. O título de patriarca aparece primeiramente aplicado ao Papa Leão I numa carta de Teodósio II no século V. No Oriente, nos séculos V e até o final do século VI o termo era aplicado a importantes bispos.
Em 531 Justiniano utiliza o título de "patriarca" para designar exclusivamente os bispos de Roma, Constantinopla, Alexandria, Antioquia e Jerusalém. Gradualmente a partir do século VIII e IX o termo adquire seu sentido atual, tornando-se um título oficial, utilizado apenas para uma classificação definitiva na hierarquia. Durante séculos o nome aparece geralmente em conjunto com "arcebispo".

### Os cinco Patriarcados antigos

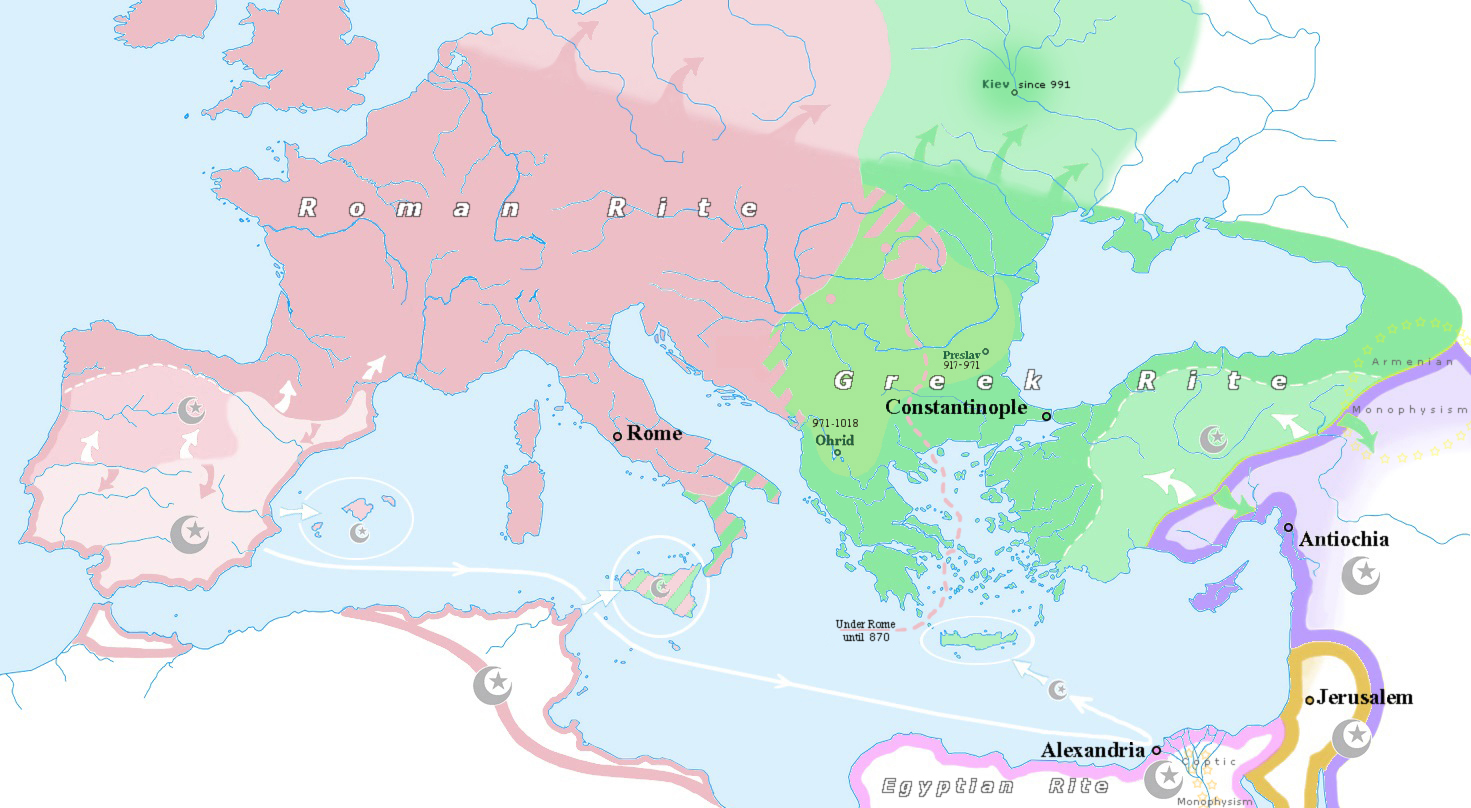
Patriarcados da Pentarquia (1000)

Os quatro patriarcados ortodoxos (Constantinopla, Alexandria, Antioquia e Jerusalém), juntamente com sua contraparte latina no Ocidente, Roma, são distinguidos como "sênior" (grego: πρεσβυγενή, presbygenē) ou "antigo" (grego: παλαίφατα, palèphata) e estão entre as sés apostólicas, tradicionalmente tendo um dos apóstolos ou evangelistas como seu primeiro bispo: André, Pedro, Marcos,Tiago e Pedro novamente, respectivamente. No caso de Constantinopla, diz-se que André visitou a cidade de Bizâncio em 38 d.C. (e não Constantinopla, pois o Imperador Romano Constantino, o Grande, ainda não havia declarado Constantinopla em 330 d.C. como a nova capital do Império Romano do Oriente, com base na antiga cidade de Bizâncio). De acordo com a tradição, André nomeou o bispo Estácio, o Apóstolo, que permaneceu como bispo em Bizâncio até 54 d.C. Portanto, no caso de Constantinopla, a sé apostólica é a Sé de Bizâncio.
O Cisma Leste-Oeste de 1054 separou o patriarcado de rito latino do Ocidente dos quatro patriarcados de rito bizantino do Oriente, formando assim as distintas Igreja Católica Ortodoxa e Igreja Católica Romana.

## Igreja Católica Ortodoxa
Nove das atuais Igrejas Ortodoxas autocéfalas, incluindo as quatro Igrejas antigas, Constantinopla, Alexandria, Antioquia e Jerusalém, são organizadas como patriarcados. Em ordem cronológica, as instituições são as outras cinco: Patriarcado da Bulgária, Patriarcado da Geórgia, Patriarcado da Sérvia, Patriarcado da Rússia e Patriarcado da Romênia.
O Patriarcado de Antioquia mudou sua sede para Damasco no século XIII, durante o reinado dos mamelucos egípcios, conquistadores da Síria. A comunidade cristã floresceu em Damasco desde os tempos apostólicos. No entanto, o patriarcado ainda é chamado de antioquenho.

## Igreja Católica Romana
Atualmente, existem sete patriarcados na Igreja Católica Romana. Seis deles são patriarcados das Igrejas Católicas Orientais: Alexandria (Copta), Antioquia (Maronita, Melquita, Siríaca), Bagdá (Caldeia) e Cilícia (Armênia). O Papa é efetivamente o patriarca da Igreja latina, mesmo que o título de "Patriarca do Ocidente" não seja mais usado.
Há também quatro arcebispos maiores que atuam como patriarcas de sua Igreja autônoma, mas não são reconhecidos como patriarcas plenos por razões históricas ou processuais. A principal diferença é que a eleição de um patriarca é comunicada ao papa como sinal de comunhão entre iguais, mas a eleição de um arcebispo-chefe deve ser aprovada pelo papa.
Além disso, existem quatro patriarcados titulares - bispos diocesanos, cujas dioceses receberam o título honorário de patriarcado por várias razões históricas, mas não são primazes de Igrejas autônomas sui iuris, e estes incluem o Patriarcado Latino de Jerusalém, Lisboa, Veneza e Índias Orientais.
Alguns dos patriarcados católicos orientais operam nos mesmos territórios. Damasco é a sede dos Patriarcados Católicos Sírio Católico e Melquita de Antioquia, enquanto o Patriarcado Católico Maronita de Antioquia tem sede em Bekerka, Líbano.

## Igreja Ortodoxa Oriental
Existem vários patriarcados dentro do cristianismo oriental (não-calcedoniano). Estes incluem quatro Igrejas antigas: Alexandria, Jerusalém (armênia), Antioquia e Constantinopla (armênia). Dois outros patriarcados foram criados: o Patriarcado Etíope e o Patriarcado Eritreu. Além disso, há uma série de Igrejas autocéfalas que funcionam como patriarcados, embora não usem o título: a Igreja Ortodoxa Indiana, o Catolicato Armênio de Etchmiadzin e o Catolicato Armênio da Cilícia.